# Dicranomyia (Dicranomyia) sparsituber
Dicranomyia (Dicranomyia) sparsituber is een tweevleugelige uit de familie steltmuggen (Limoniidae). De soort komt voor in het Neotropisch gebied.